# General José de San Martín (Chaco)

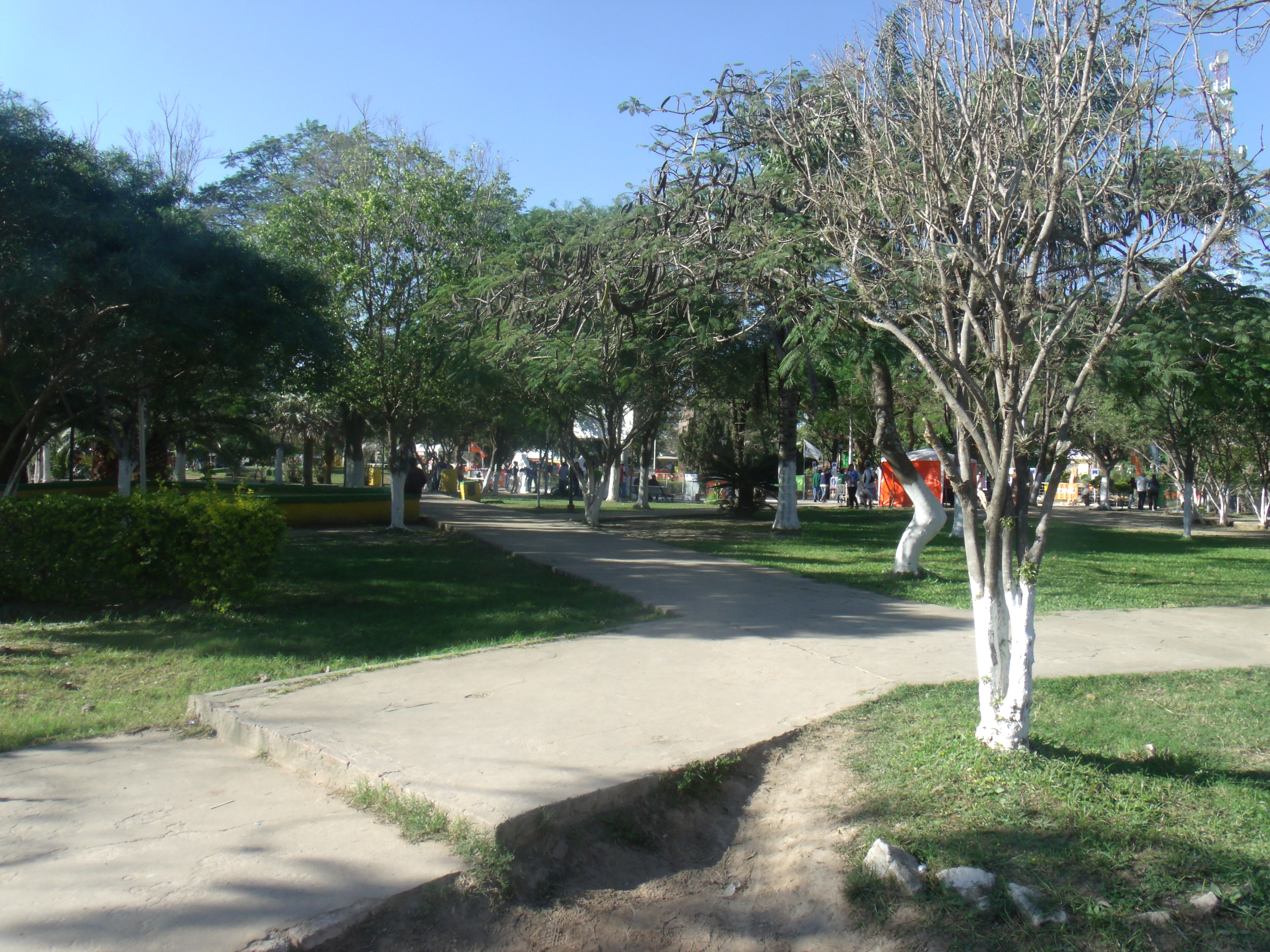
Praça principal de General José de San Martín, Chaco

General José de San Martín é uma cidade da Argentina, localizada na província de Chaco.